# Sous le maquillage
Pour plus de détails, voir Fiche technique et Distribution.
Sous le maquillage (titre original : Behind the Make-Up) est un film américain réalisé par Robert Milton, sorti en 1930.

## Synopsis
Hap Brown, un clown de vaudeville au caractère bien trempé, se lie d'amitié avec Gardoni, un comédien vaniteux mais sans le sou qui envisage de suicider. Essayant de l'aider, Gardoni rejette d'abord les idées novatrices de son ami pour le spectacle mais finit par les voler et part seul à la recherche du succès. Lorsqu'ils se retrouvent, Gardoni prend Hap comme partenaire dans son spectacle tout en courtisant Marie, la petite amie de Hap et finit par l'épouser. Peu de temps après, alors que Hap et Marie essaient de faire face à la façon dont Gardoni les traite, il entretient une liaison extraconjugale avec Kitty, une riche mondaine avec laquelle il accumule également une importante dette de jeu.

## Fiche technique
- Titre original : Behind the Make-Up
- Réalisation : Robert Milton
- Scénario : Howard Estabrook, George Manker Watters, d'après Mildred Cram (The Feeder)
- Photographie : Charles Lang
- Montage : Doris Drought
- Musique : John Leipold
- Société de production : Paramount Pictures
- Pays de production :  États-Unis
- Dates de sortie : 
  - États-Unis :11 janvier 1930
  - France : 21 février 1930

## Distribution
- Hal Skelly : Hap Brown
- William Powell : Gardoni
- Fay Wray : Marie Gardoni
- Kay Francis : Kitty Parker
- E. H. Calvert : Dawson
- Paul Lukas : Boris
- Jean De Briac : Sculpteur
- Torben Meyer : Serveur